# Dmitri Michailowitsch Tischkin
Dmitri Michailowitsch Tischkin (* 5. Februar 1980 in Schuschenskoje) ist ein ehemaliger russischer Skilangläufer.

## Werdegang
Tischkin debütierte im Januar 2000 in Moskau im Weltcup und belegte dort den 15. Platz über 15 km Freistil. Im selben Monat gewann er bei den Nordischen Junioren-Skiweltmeisterschaften 2000 in Štrbské Pleso Gold mit der Staffel, Silber über 10 Kilometer Freistil und die Bronzemedaille über 30 Kilometer klassisch. In der Saison 2000/01 kam er im Weltcup zweimal in die Punkteränge und belegte zum Saisonende den 64. Platz im Gesamtweltcup. Dabei erreichte er mit dem zehnten Platz im Sprint in Engelberg seine beste Einzelplatzierung im Weltcup. Bei den nordischen Skiweltmeisterschaften 2001 in Lahti errang er den 21. Platz im Sprint. Im folgenden Jahr belegte er bei den Olympischen Winterspielen 2002 in Salt Lake City den 31. Platz im Sprint und den 29. Rang im 30-km-Massenstartrennen. In der Saison 2002/03 erreichte er im Weltcup drei Platzierungen in den Punkterängen und errang den 75. Platz im Gesamtweltcup. Ab der Saison 2003/04 bis zu seiner letzten aktiven Saison 2008/09 nahm er vorwiegend an FIS-Rennen und an Wettbewerben des Continental-Cups teil. Dabei siegte er im April 2004 im 50-km-Massenstartrennen in Murmansk und im Dezember 2007 über 15 km Freistil in Krasnogorsk. Im März 2005 wurde er in Syktywkar russischer Meister über 50 km.

## Siege bei Continental-Cup-Rennen
| Nr. | Datum             | Ort         | Disziplin           | Serie              |
| --- | ----------------- | ----------- | ------------------- | ------------------ |
| 1.  | 4. April 2004     | Murmansk    | 50 km Freistil Mst. | Continental-Cup    |
| 2.  | 22. Dezember 2007 | Krasnogorsk | 15 km Freistil      | Eastern-Europe-Cup |